# أنطونيو بينيا
أنطونيو بينيا (بالإسبانية: Antonio Peña)‏ هو مصارع محترف وتطوير عقاري مكسيكي، ولد في 13 يونيو 1951 في مدينة مكسيكو في المكسيك، وتوفي بنفس المكان في 5 أكتوبر 2006 بسبب نوبة قلبية.

## وصلات خارجية
- أنطونيو بينيا على موقع WrestlingData.com (الإنجليزية)
- أنطونيو بينيا على موقع CageMatch worker (الإنجليزية)
- أنطونيو بينيا على موقع عالم المصارعة على الإنترنت (الإنجليزية)
- أنطونيو بينيا على موقع عالم المصارعة على الإنترنت (الإنجليزية)